# Ciconio
Ciconio est une commune de la ville métropolitaine de Turin dans le Piémont en Italie.

## Administration
| Période                                  | Période  | Identité          | Étiquette    | Qualité |
| ---------------------------------------- | -------- | ----------------- | ------------ | ------- |
| depuis 14 juin 2004                      | En cours | Pier Franco Melis | lista civica |         |
| Les données manquantes sont à compléter. |          |                   |              |         |

### Communes limitrophes
San Giorgio Canavese, Ozegna, Rivarolo Canavese, Lusigliè